# Ipomoea suffulta
Ipomoea suffulta ist eine Pflanzenart aus der Gattung der Prunkwinden (Ipomoea) aus der Familie der Windengewächse (Convolvulaceae). Die Art ist in Mexiko verbreitet.

## Beschreibung
Ipomoea suffulta ist eine kleine, krautige Kletterpflanze, deren Stängel kurz borstig behaart ist. Die Laubblätter und auch die laubblattähnlichen Tragblätter sind auf beiden Blattseiten mit schlanken, an der Basis knollig verdickten Trichomen behaart. Die aufsitzende Blattspreite ist abgerundet herzförmig oder nierenförmig-herzförmig, 2 bis 5 cm lang und etwa genauso breit oder etwas breiter.
Die Blüten stehen einzeln (oder gelegentlich zu zweit) in den Achseln der Laubblätter und sind oftmals bis auf die Krone vom gefalteten Tragblatt verdeckt. Die Kelchblätter sind 5 bis 6 mm lang und ungleich geformt, die äußeren sind elliptisch-oval und die inneren langgestreckt und abgestumpft. Die Krone ist trichterförmig, 6 bis 8 cm lang, außen unbehaart und pink bis violett gefärbt.

## Verbreitung
Die Art ist im Süden Mexikos verbreitet, eine einzige Aufsammlung ist auch aus Guatemala bekannt.